# Битка за Пекинг и Тјенцин
Битка за Пекинг и Тјенцин такође позната као битка код Пекинга, битка код Бејпинга, битка код Пејпинга, Операција Пекинг—Тјенцин или Севернокинески инцидент била је серија битака током Другог кинеско-јапанског рата вођених у близини Бејпинга (сада Пекинг) и Тјенцина. Резултат је била победа Јапана.

## Позадина
Током инцидента на мосту Марка Пола 8. јула 1937. године, јапанска кинеска гарнизонска војска напала је зидинама ограђени град Ванпинг након што је прошао ултиматум да се њеним снагама дозволи да траже наводно несталог војника. Ванпинг, у близини моста Лугоу, налазио се на главној железничкој прузи западно од Пекинга и био је од значајног стратешког значаја. Пре јула 1937. јапанске снаге су више пута захтевале повлачење кинеских снага стационираних на овом месту.
Кинески генерал Сонг Џејуан наредио је својим снагама да задрже своје положаје и покушао је да спречи рат дипломатским путем.
Јапанци су 9. јула понудили прекид ватре и примирје, чији је један од услова био да кинеска 37. дивизија, која се показала „непријатељском“ према Јапану, буде замењена другом дивизијом кинеске 29. армије. Кинези су истог дана пристали на овај услов. Међутим, од поноћи 9. јула, јапанско кршење примирја почело је да се повећава, а јапанска појачања су наставила да пристижу. Генерал-потпуковник Каничиро Таширо, командант јапанске кинеске гарнизонске војске, разболео се и умро 12. јула, а заменио га је генерал-потпуковник Кијоши Кацуки.
Муслимански генерал Ма Буфанг из Ма клике обавестио је кинеску владу да је спреман да поведе своју војску у битку против Јапанаца када су они започели напад на Пекинг. Одмах након инцидента на мосту Марка Пола, Ма Буфанг је организовао да коњичка дивизија под вођством муслиманског генерала Ма Бјаоа буде послата на исток у борбу против Јапанаца. Етнички турски Салар муслимани чинили су већину прве коњичке дивизије коју је послао Ма Буфанг.

## Дипломатски маневри
У међувремену, јапанска цивилна влада премијера Коноеа у Токију одржала је ванредну седницу кабинета 8. јула и одлучила да покуша да смири непријатељства и дипломатски реши то питање. Међутим, Генералштаб царске јапанске војске је одобрио распоређивање пешадијске дивизије из изабране армије, две независне комбиноване бригаде из Квантуншке армије и ваздушног пука као појачања. Ово распоређивање је опозвано 11. јула на вести да преговоре воде командант јапанске војске Северне Кине и кинеске 29. армије на локацији, као и са јапанским дипломатама у кинеској престоници Нанкингу. Међутим, чак и након што је саопштено да се генерал Сонг Џејуан, командант 29. армије и шеф Политичког савета Хебеј-Чахар, 18. јула договорио, јапанска војска је погурала распоређивање појачања наводећи недостатак искрености од стране кинеска централна влада. Овој мобилизацији оштро се противио генерал Кањи Ишихара на основу тога да непотребна ескалација сукоба са Кином угрожава позицију Јапана у Манџукуу у односу на Совјетски Савез. На Ишихарин наговор, распоређивање је одложено док је Коное користио своје личне контакте са јапанским познаницима Сун Јат-сена у настојању да успостави директну дипломатску нагодбу са централном владом Куоминтанга у Нанкингу. Ова тајна дипломатија је пропала када су елементи јапанске војске 23. јула ухапсили Коноеовог изасланика, а мобилизација појачања је поново покренута 29. јула.
Недељу дана касније, командант јапанске армије северне Кине известио је да је, пошто је исцрпео сва средства за мирно решавање, одлучио да употреби силу против кинеске армије 29. руте и затражио одобрење од Токија. У међувремену су издате наредбе за мобилизацију још четири пешадијске дивизије.

## Инцидент у Лангфангу
Упркос номиналном примирју, бројна кршења примирја су настављена, укључујући још једно гранатирање Ванпинга од стране јапанске артиљерије 14. јула.
До 25. јула стигла су јапанска појачања у виду 20. дивизије ИЈА и борбе су прво избиле код Лангфанга, града на прузи између Пекинга и Тјенцина, између чета јапанских и кинеских трупа. Други сукоб се догодио 26. јула, када је јапанска бригада покушала да се пробије кроз капију Гуангхуамен у Пекингу како би „заштитила јапанске држављане“. Истог дана јапански авиони су бомбардовали Лангфанг.
Јапанци су тада поставили ултиматум генералу Сонгу тражећи повлачење свих кинеских снага са периферије Пекинга западно од реке Јонгдинг у року од 24 часа. Сонг је то одбио, наредио је својим јединицама да се припреме за акцију и затражио велика појачања од централне владе, која нису била обезбеђена.
27. јула, док су Јапанци опсадили кинеске снаге у Тонгџоуу, један кинески батаљон је избио и пао назад у Нањуан. Јапански авиони су такође бомбардовали кинеске снаге изван Бејпинга и извиђали Кајфенг, Џенгџоу и Луојанг. Истог дана цар Хирохито је одобрио царску наредбу да се унесе стабилност у стратешке области у региону.
Дана 28. јула, 20. дивизија ИЈА и три независне комбиноване бригаде покренуле су офанзиву на Пекинг, уз блиску ваздушну подршку. Главни напад је био против Нањуана, а секундарни напад на Беијуан. Уследиле су огорчене борбе са замеником команданта кинеске 29. армије генералом Тонг Лингеом и генералом Џао Денгјуом који је командовао кинеском 132. дивизијом, а њихове јединице су претрпеле тешке губитке. Међутим, бригада кинеске 38. дивизије под генералом Љу Чен-саном потиснула је Јапанце у области Лангфанга, док су бригада кинеског 53. корпуса и део кинеске 37. дивизије повратили железничку станицу у Фенгтају.
Међутим, ово је био само привремени предах, а до ноћи генерал Сонг је признао да су даље борбе биле узалудне и повукао је главне снаге кинеске 29. армије јужно од реке Јангинг. Генерал-мајор Тјенцина, Џанг Зиџонг, остављен је у Беипингу да преузме контролу над политичким пословима у провинцијама Хебеј и Чахар, практично без трупа. Нова засебна 29. бригада генерала Љу Ћужена остављена је у Пекингу да одржава јавни ред.

## Тонгџоу побуна
Дана 29. јула, трупе јапанске колаборационистичке армије Источног Хебеја побуниле су се против Јапанаца у Тонгџоуу, убивши већину њихових јапанских саветника и других цивила, укључујући жене и децу.

## Пад Тјенцина
У међувремену, на обали у зору 29. јула, 5. дивизија ИЈА и јапанске поморске снаге одвојено су напале Тјенцин и луку Тангу, које су браниле јединице кинеске 38. дивизије и добровољци под вд команданта Љу Вен-тиена. Бригада генерала Хуанг Веи-канга је галантно бранила тврђаве Таку, а такође је напала и оближњи јапански аеродром, уништавајући многе летелице. Међутим, са све већим јапанским појачањима, његова позиција је била неодржива и те ноћи (30. јула) генералу Џангу Зиџонгу је наређено да се повуче према Мачангу и Јанглиуцхингу јужно од Тјенцина, препуштајући град и тврђаве Таку Јапанцима.

## Пад Пекинга
Дана 28. јула, Чанг Кај Шек је наредио Сонг Џејуану да се повуче у Баодинг у јужној провинцији Хебеј. Током наредна два дана водиле су се интензивне борбе у Тјенцину, где су кинеске снаге пружиле јак отпор, али су се потом Кинези повукли на југ дуж линија пруге Тјенцин-Пукоу и Бејпинг-Ханкоу.
4. августа, преостале снаге генерала Лиу Ћужена повукле су се у Чахар. Изоловани, Бејпинг су заузели Јапанци без даљег отпора 8. августа 1937. Генерал Масаказу Кавабе је ушао у град 18. августа на војној паради и на важним местима постављао прогласе у којима је најављивао да је он нови војни гувернер града. Џангу је било дозвољено да задржи своју функцију градоначелника, али је тајно напустио град недељу дана касније.

## Последице
Падом Пекинга и Тјенцина, Севернокинеска равница је била беспомоћна против јапанских дивизија које су је окупирале до краја године. Кинеска национална револуционарна армија је била у сталном повлачењу све до тешке битке код Тајерџуанга.
Кинеска штампа је Џанга немилосрдно клеветала и клела као издајника. По доласку у Нанкинг се јавно извинио. Пошто је касније погинуо борећи се против Јапанаца, Куоминтанг је постхумно помиловао Џанга због догађаја у Пекингу.